# Syndicat mixte Cotentin Traitement
Vous êtes invité à donner votre avis sur cette page de discussion, de manière argumentée en vous aidant notamment des critères d’admissibilité ou en présentant des sources extérieures et sérieuses.  
Après avoir apposé le modèle {{Admissibilité}} sur une page, suivez les étapes expliquées sur Wikipédia:Débat d'admissibilité/Aide :
| 1. | Créez la page de débat d'admissibilité.                                                                      | Sauvegardez d’abord la page pour l’initialiser puis indiquez votre motivation.                            |
| 2. | Important : ajoutez une entrée dans la section Débat d'admissibilité du jour.                                | Utilisez ce texte : *{{L\|Syndicat mixte Cotentin Traitement}}                                            |
| 3. | Pensez à informer les contributeurs principaux de la page et les projets associés lorsque cela est possible. | Utilisez ce texte : {{subst:Avertissement débat d'admissibilité\|Syndicat mixte Cotentin Traitement}}~~~~ |

 (octobre 2014).
Si vous disposez d'ouvrages ou d'articles de référence ou si vous connaissez des sites web de qualité traitant du thème abordé ici, merci de compléter l'article en donnant les références utiles à sa vérifiabilité et en les liant à la section « Notes et références ».
Le Syndicat mixte « Cotentin Traitement » (ou SMCT) est un organisme basé à Cherbourg dans le Cotentin, qui a pour objet le traitement, la mise en décharge des déchets ultimes ainsi que les opérations de transport, de tri ou de stockage qui s’y rapportent et ce conformément aux dispositions des articles L. 2224-13 et L. 2224-14 du code général des collectivités territoriales.
Créé en 2006, il est dissous le 1er janvier 2017 avec la création de la Communauté d'agglomération du Cotentin, qui reprend ses compétences.
Durant son existence, le syndicat mixte peut proposer toutes études nécessaires à l’exercice ou à l’évolution de ses compétences.
En vue d'améliorer les conditions d'exploitation des unités de traitement et des installations complémentaires, il peut traiter avec des collectivités, établissements publics de coopération intercommunale ou toute autre personne non-membre pouvant être située à l’intérieur ou à l’extérieur de son périmètre pour le traitement des déchets, sous réserve que cette activité demeure accessoire, dans le respect de la règlementation en vigueur, notamment en matière de commande publique.
Cotentin Traitement décide du mode de réalisation de son objet. Il peut confier tout ou partie des missions en relevant à des tiers, sous réserve qu'il en conserve la responsabilité à l'égard de ses membres.
Il peut participer à toutes structures, ententes et conférences pour débattre sur tout sujet pouvant répondre à son objet.

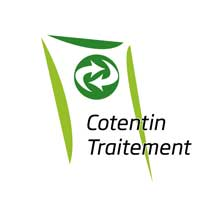
Logo officiel du Syndicat mixte Cotentin traitement

## Membres
- Communauté de communes de la Côte des Isles
- Communauté de communes de Douve et Divette
- Communauté de communes de la Hague
- Communauté de communes des Pieux
- Communauté de communes de Sainte-Mère-Église
- Communauté de communes de Saint-Pierre-Église
- Communauté de communes du Val de Saire
- Communauté de communes de la Vallée de l'Ouve
- Communauté de communes de la région de Montebourg